# بيترو بيلوسكي
بترو بيلوسكي Pietro Belluschi هو مهندس معماري أمريكي من أصل إيطالي، يعتبر قائد الحركة الحديثة في الفن المعماري، وصمم أكثر من ألف مبنى. حصل بيلوسكوني الإيطالي الأصل على الميدالية الذهبية من المعهد الأمريكي لفن العمارة في عام 1972. تركزت تصاميمه في نيو إنغلند وفي الشاطئ الغربي للولايات المتحدة الأمريكية. العديد من أعماله أدرجت على قائمة السجل الوطني للأماكن التاريخية.

## روابط خارجية
- بيترو بيلوسكي على موقع الموسوعة البريطانية (الإنجليزية)